# The Pit (pel·lícula 1914)
The Pit és una pel·lícula muda dirigida per Maurice Tourneur i interpretada per Milton Sills i Alec B. Francis, entre d'altres. Basada en la novel·la homònima de Frank Norris (1903), la seva producció va costar uns 60.000 dòlars. Es va estrenar el 28 de desembre de 1914. Es considera una pel·lícula perduda.

## Argument
A Chicago, el neòfit empresari Curtis Jadwin és introduït al món de l'especulació del blat pel veterà corredor de borsa Charles Cressler. Aquest, però, s'acaba suïcidant en arruïnar-se a la borsa. En una representació de Faust, Curtis coneix Laura Dearborn i se n'enamora, tot i que ella és la parella de l'artista Sheldon Corthell. Curtis corteja Laura i finalment la convenç perquè es casi amb ell, però poc després del casament, la deixa abandonada per dedicar-se al seu negoci. En la seva solitud, Laura renova la seva relació amb Sheldon i els amants planegen fugar-se. Curtis s'arruïna a la borsa i aleshores Laura rebutja el seu amant i retorna amb el seu marit.

## Repartiment
- Wilton Lackaye (Curtis Jadwin)
- Milton Sills (Sheldon Corthell)
- Alec B. Francis (Charles Cressler)
- Gail Kane (Laura Dearborn)
- Chester Barnett (Landry, secretari de Cressler)
- E. F. Roseman (Crookes)
- Julia Stuart (tieta Wess)
- Bert Starkey (Scannell)
- Sim Wiltsie (Hargus)
- W. A. Orlemond (empleat de Cressler)
- Gunnis Davis (empleat de Cressler)
- George Ingleton (majordom de Jadwin)